# Kaczorek Tim
Kaczorek Tim (ros. Утёнок Тим) – radziecki krótkometrażowy film animowany z 1970 roku w reżyserii Cezara Orszanskiego oparty na motywach bajki Enid Blyton.

## Fabuła
Bajka o kaczorku, który swym nieposłuszeństwem sprowadził niebezpieczeństwo na całe stadko. Na szczęście jego przyjaciel kotek uratował kaczą rodzinę przed chytrym lisem w momencie, gdy ten usiłował porwać jedno z kaczątek.